# Музей атомной бомбы
Музе́й атомной бомбы (яп. 長崎原爆資料館) находится в городе Нагасаки, в Японии. Посвящён атомной бомбардировке Нагасаки 9 августа 1945 года Соединёнными Штатами Америки.
Первый музей был построен в 1945 году. Современный музей был открыт в апреле 1996 года в честь пятидесятилетней годовщины бомбардировки. Музей посвящён взрыву бомбы над Нагасаки и связанным с этим событиям, кроме того в его экспозициях отражена история создания ядерного оружия. В музее представлены фотографии, реликвии и документы, а также видео.
Рядом с музеем находится Мемориальный зал памяти жертв атомной бомбардировки Нагасаки.